# Taruna (distrito)
Taruna (em árabe: ترهونة‎) foi um distrito da Líbia. Criado em 1983, durante a reforma daquele ano, no censo de 1987 havia 84 640 residentes. Seu nome não é registrado nas listas de subdivisões das reformas subsequentes, e quando reaparece em 2001, seu território foi fundido com Massalata para formar o distrito de Taruna e Massalata.